# Trachyandra peculiaris
Trachyandra peculiaris là một loài thực vật thuộc họ Asphodelaceae. Đây là loài đặc hữu của Namibia. Chúng hiện đang bị đe dọa vì mất môi trường sống.